# Aeschynomene maximistipulata
Aeschynomene maximistipulata är en ärtväxtart som beskrevs av Antonio Rocha da Torre. Aeschynomene maximistipulata ingår i släktet Aeschynomene och familjen ärtväxter. Inga underarter finns listade i Catalogue of Life.